# Carini
Carini ist eine Gemeinde in der Metropolitanstadt Palermo in der Region Sizilien in Italien mit 40.254 Einwohnern (Stand 31. Dezember 2023).

## Lage und Daten
Carini liegt 25 Kilometer westlich von Palermo. Die Einwohner arbeiten hauptsächlich in der Landwirtschaft und in der Industrie.
Der Hauptort liegt auf einem Hügel, der Ortsteil Villagrazia liegt zwischen der Staatsstraße SS 113 und der Küste. Zwei Anschlussstellen (Carini und Villagrazia di Carini) ermöglichen den Zugang zur A29. Die Bahnstrecke Palermo–Trapani der FS bedient den Bahnhof Carini. Im östlichen Teil des Gemeindegebiets gibt es im Industriegebiet den Haltepunkt Carini Torre Ciachea. Im westlichen Teil des Gemeindegebiets liegt der Bahnhof Piraineto, wo die zweigleisige Strecke zum Internationalen Flughafen Falcone Borsellino Palermo abzweigt.
Die Nachbargemeinden sind Capaci, Cinisi, Giardinello, Monreale, Montelepre, Partinico, Terrasini und Torretta.

## Geschichte
An der Stelle, an der sich heute Carini befindet, stand das antike Hykkara, das 415 v. Chr. zerstört wurde.  Carini ist unter Gregor dem Großen als Bistumssitz bezeugt. Die letzte Nachricht über einen Bischof von Carini – Johannes – stammt vom Konzil von Nikaia 787. Die Stadt wurde um 1000 von Arabern erneut zerstört und danach wieder aufgebaut. Wohl schon in arabischer Zeit als befestigter Platz vorhanden, ist das Kasteil von Carini unter den Normannen bezeugt und von al-Idrisi, dem Geographen Rogers II., erwähnt. Bauliche Überreste sind im heutigen Kastell, das auf einen Umbau im 15. Jahrhundert zurückgeht, noch im zweiten Tor zu erkennen. Auch ein guter Teil der Mauern ist normannisch. Ab 1283 sind die Familien Abate, Chiaramonte und La Grua als Besitzer des Kastells und des Lehens nachzuweisen.

### Die Baronessa von Carini
Historisch ist die Figur von Laura Lanza, Gattin des Barons Vincenzo La Grua Talamanca, die von ihrem Vater, Cesare Lanza, Graf von Mussomeli, und von ihrem Ehemann aus Gründen der Ehre wegen Ehebruchs mit einem Jugendfreund 1563 ermordet wurde.
Die Geschichte der Baronessa ist in der Volkskultur in canti popolari verarbeitet worden. Der bekannte Historienschriftsteller Luigi Natoli (alias William Galt) hat das Thema verarbeitet. 1975 produzierte das italienische Staatsfernsehen RAI einen Fernsehfilm über das Schicksal der Baronessa.

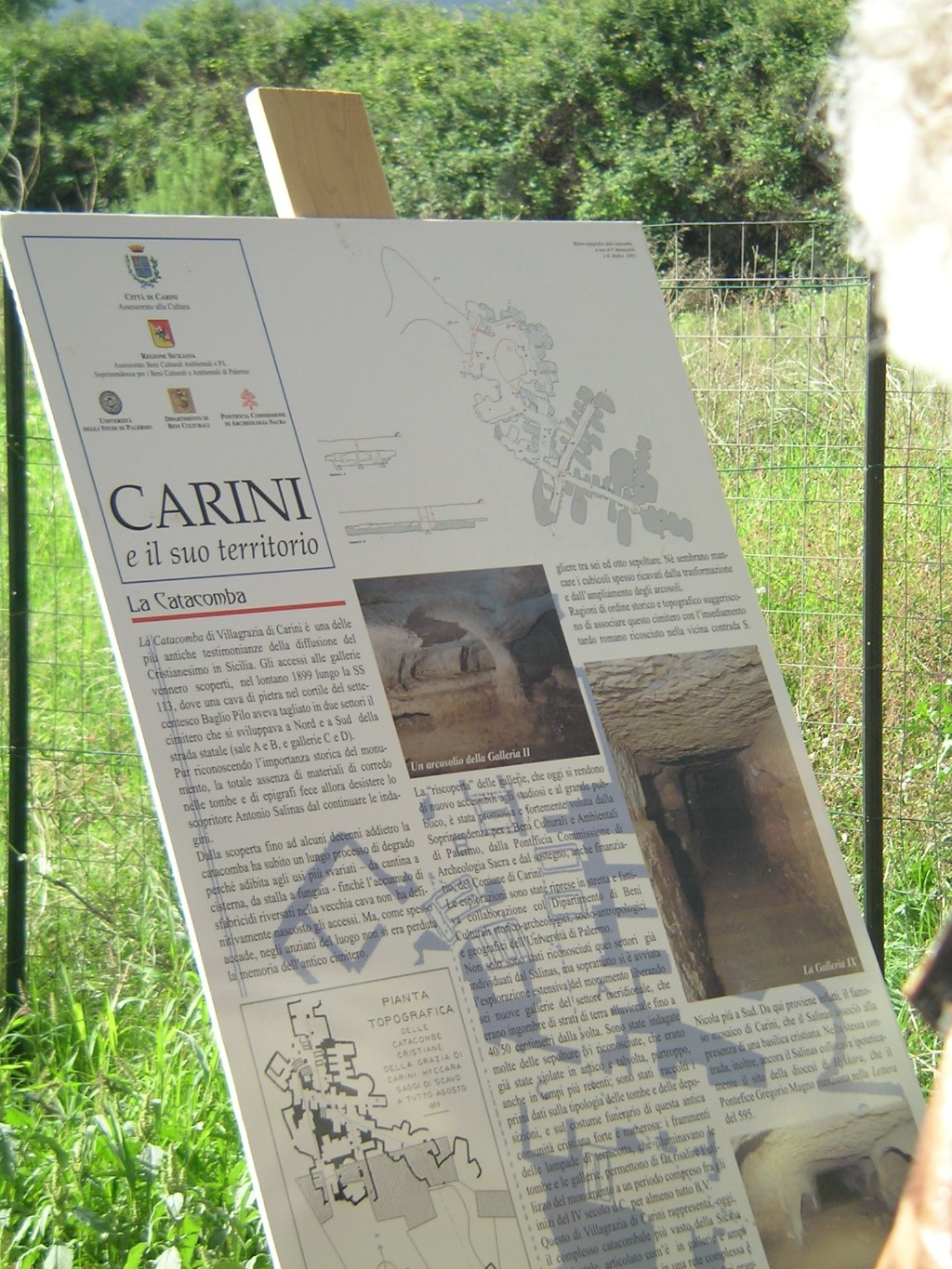
Infotafel der Katakombe

### Die Katakomben
Im Ortsteil Villagrazia di Carini wird derzeit eine frühchristliche Katakombe archäologisch erforscht, die wohl größte in Sizilien. Die Entdeckung fand bereits im 19. Jahrhundert statt, nähere Explorationen waren aber nicht durchgeführt worden. Die Untersuchungen unter der Leitung von Rosa Maria Carra Bonacasa von der Universität Palermo sind noch nicht abgeschlossen. Teilweise Nutzung anscheinend auch in Mittelalter und früher Neuzeit ist wahrscheinlich, etwa als Warenlager und Depot. Im Jahre 1873 ist in der contrada San Nicola ein frühchristliches Mosaik gefunden worden, möglicherweise zu einer frühchristlichen Basilika gehörig, die aber damals nicht ausgegraben wurde.

## Bauwerke

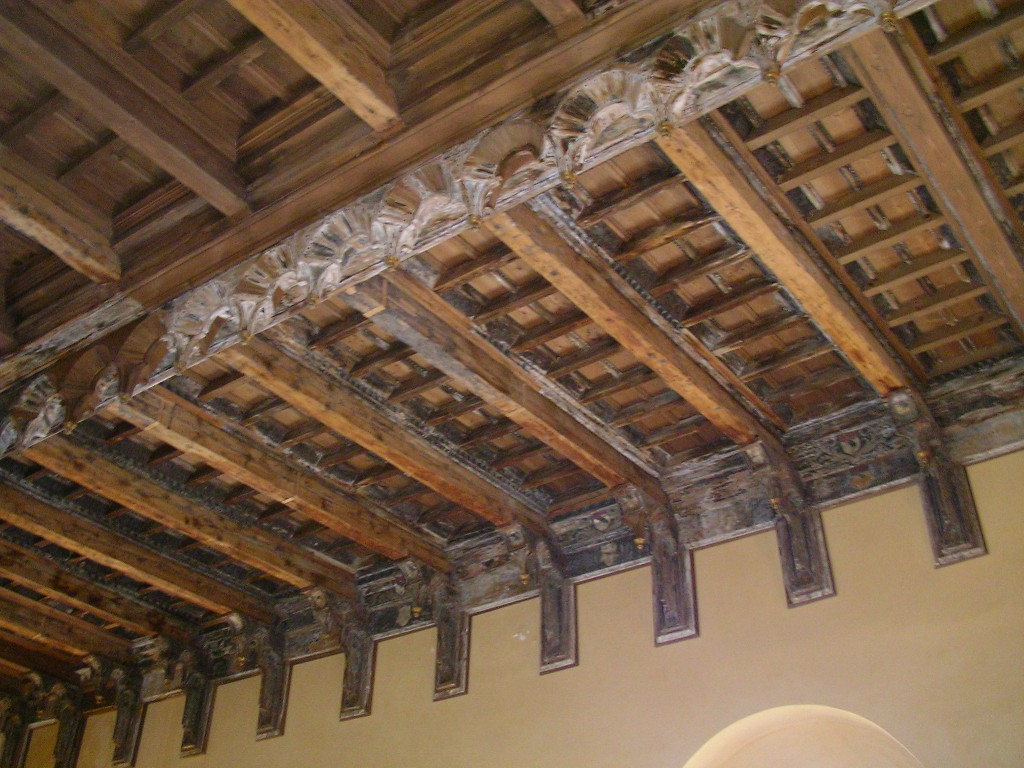
Decke im Großen Saal

- Kastell: arabo-normannischen Ursprungs, von den Chiaramonte im 14. Jahrhundert umgebaut, ist in der heutigen Form vorwiegend aus dem 16. Jahrhundert. Heute im Besitz der Gemeinde, wird es vor allem für kulturelle Veranstaltungen genutzt.
- Pfarrkirche (Madrice), ein Bau des späten 18. Jahrhunderts mit älteren Einzelstücken
- oberhalb von Carini, an der Straße nach Montelepre, die Villa Belvedere, von den Baronen La Grua im 16. Jahrhundert erbaut. Ab 1953 von den Franziskanerkonventualen erworben und ausgebaut. Die Kirche ist 1983 vom Erzbischof von Monreale, Salvatore Cassisa, zu einem Santuario mariano-kolbiano erhoben worden.